# 鈴木大和
鈴木 大和（すずき やまと、1999年4月27日 - ）は、北海道北広島市出身のプロ野球選手（外野手）。右投右打。読売ジャイアンツ所属。

## 経歴

### プロ入り前
北広島市立大曲東小学校2年から野球を始め、6年時には北広島イーストグローリーで高円宮賜杯全日本学童軟式野球大会マクドナルド・トーナメントに出場。北広島市立大曲中学校では札幌豊平ボーイズに所属し、3年時にジャイアンツカップに出場している。
北海高等学校では2年夏に第98回全国高等学校野球選手権大会に出場。「9番・中堅手」で全5試合に出場して27打数14安打、打率.519の好成績を残し、チームの決勝進出に貢献。決勝では作新学院のエース今井達也から2安打1打点を放ったが、1-7で敗れて準優勝に終わった。3年夏も第99回全国高等学校野球選手権大会に出場。初戦の神戸国際大附属戦に「1番・中堅手」として出場し2安打を放ったが、チームは初戦敗退した。高校時代の同級生に阪口皓亮、川村友斗がいる。
北海学園大学では1年春の札幌六大学リーグ戦から試合に出場し、2年春と3年秋にベストナインを受賞。4年春のリーグ戦は優勝を果たし、30年ぶりに全日本大学野球選手権に出場した。4年秋は打率.333で優秀選手賞を受賞し、9月16日にプロ志望届を提出した。なお、当初はプロ志望はなく、大学卒業後は軟式野球部がある本州の企業に入社予定だったが、コロナ禍の影響で3年生の3月に内々定が取り消しになったため、プロ野球や社会人野球に目標を切り替えた。
2021年10月11日に行われたプロ野球ドラフト会議において、読売ジャイアンツから育成選手ドラフト1位で指名を受け、11月24日に支度金290万円、年俸400万円で契約した（金額は推定）。背番号は003。

### 巨人時代
2022年は二軍公式戦（イースタン・リーグ）39試合に出場し、打率.143、2盗塁という成績だった。
2023年は、育成選手でただ一人、春季キャンプの一軍メンバーに抜擢された。5月18日に同姓の鈴木康平が加入したため、登録名を「鈴木大和」に変更した。イースタン・リーグでは18試合の出場で打率.160という成績だった。
2024年は、春季キャンプ期間中の2月18日、練習試合で盗塁時にヘッドスライディングをした際に左手を痛めて負傷交代。キャンプ地の宮崎から帰京し、22日に東京都内の病院で左有鈎骨切除術を行った。リハビリを経て、4月21日の三軍戦で実戦復帰を果たした。イースタン・リーグでは22試合に出場してわずか2安打に終わり、打率.087、1打点、4盗塁という成績であった。オフに育成選手の規定に基づきいったん自由契約となるが、11月19日に再契約した。
2025年は6月8日時点で二軍において29試合で打率.213ながら、得点圏打率.455と勝負強い打撃で存在感を示し、チーム3位タイの6盗塁とアピールを続けていた。6月9日付けで支配下登録された。背番号は98。

## 選手としての特徴・人物
50メートル走が5.79秒、右打者ながら一塁到達まで3.97秒の俊足がセールスポイント。入団時、「盗塁ができなければ僕のスタイルは終わり。まずは盗塁ができる選手を目指したい」と足でのアピールを目標に掲げた。
俊足を活かすため、大学4年の札幌六大学秋季リーグ戦が終了した直後から左打ちの練習を始めている。

## 詳細情報

### 記録

#### 初記録
- 初出場：2025年6月15日、対オリックス・バファローズ3回戦（京セラドーム大阪）、9回表に坂本勇人の代走で出場[23]

### 背番号
- 003（2022年[9] - 2025年6月8日）
- 98（2025年6月9日[19] - ）